# Trésor Kandol
Trésor Osmar Kandol, né le 30 août 1981 à Banga, est un footballeur congolais connu notamment pour son passage à Leeds United.